# Mysterium fidei
La Mysterium fidei è un'enciclica pubblicata da papa Paolo VI il 3 settembre 1965.

Tratta della dottrina e del culto dell'eucaristia.

## Contenuto
- Motivi di sollecitudine pastorale e di ansietà
- La santissima eucaristia è un mistero di fede
- Il Mistero eucaristico si realizza nel sacrificio della Messa
- Nel sacrificio della Messa Cristo si fa presente sacramentalmente
- Cristo Signore è presente nel sacramento dell'eucaristia per la transustanziazione
- Del culto latreutico dovuto al sacramento eucaristico
- Esortazione a promuovere il culto eucaristico